# Марко Фрігатті
Марко Фріґатті (італ. Marco Frigatti; 1 травня 1970 року, Венеція, Італія) — італійський телеведучий, офіційний суддя Книга рекордів Гіннеса.
Він вивчав мови в Scuola Superiore di Lingue Moderne у Трієсті та вільно володіє італійською, англійською, німецькою, французькою, голландською, хорватською та китайською мовами.  Після переїзду до Лондона 2003 року він почав свою кар'єру в Книзі рекордів Гіннеса, де став головою відділу рекордів. Зараз обіймає посаду старшого віцепрезидента.
Він часто з'являється в телешоу Sky 1 «Книга рекордів Гіннеса побита», де головує над усіма спробами встановлення рекорду як головний суддя.
У Марко є типова фраза, яку він вимовляє під час шоу Sky 1: безпосередньо перед спробою запису він каже «Марко, привіт».
Марко працює суддею в багатьох телевізійних версіях Книги рекордів Гіннеса, таких як італійська Lo Show dei Record, німецька Книга рекордів Гіннеса — Die größten Weltrekorde
2015 року він сам отримав медаль і фотографію Книги рекордів Гіннесса за перевірку 2000 рекордів як офіційний суддя.
18 січня 2023 року італійська група «T.D.C.» оголосила офіційним рекорд «Пост із найбільшою кількістю коментарів у світі».